# Chicken and dumplings
Il chicken and dumplings (traducibile dalla lingua inglese in "pollo e gnocchi") è un piatto statunitense, prevalentemente diffuso negli Stati Uniti meridionali e nel Midwest.

## Storia
Sebbene alcune fonti sostengano che il chicken and dumplings fu ideato negli USA durante il diciassettesimo secolo, altri resoconti asseriscono che tale piatto fosse originario degli Stati Uniti meridionali e che, durante l'era prebellica, veniva preparato durante i periodi di maggiore difficoltà economica. Invece, altri sostengono che il chicken and dumplings fosse stato concepito durante la Grande depressione del Novecento ad opera dei franco-canadesi. Oggi il piatto rientra fra i piatti della tradizione soul food ed è considerato un comfort food.

## Caratteristiche e preparazione
Il chicken and dumplings è, come suggerisce il nome, un piatto a base di pollo a cui possono essere aggiunte verdure (sedano e carote), e pasta (in questo caso gnocchi d'impasto o noodles larghi e piatti) che viene preparata mescolando farina, acqua, latte, latticello e talvolta burro o altri grassi alimentari, parte del brodo di pollo e/o spezie (aneto, prezzemolo, timo o erba cipollina). Dal momento che il pollo diventa secco e duro cuocendo per troppo tempo nel brodo, la carne viene tolta dalla zuppa prima che vengano aggiunte le palline di pasta. Quando queste ultime sono cotte a sufficienza e il brodo è stato addensato con la farina, la carne viene rimessa nella zuppa privata delle ossa. Per mantenere caldo il piatto, cuocerlo a fuoco basso per non insipidire troppo il pollo.
Gli gnocchi usati per preparare il chicken and dumplings sono anche reperibili sotto forma di alimenti pronti o surgelati.

## Varianti

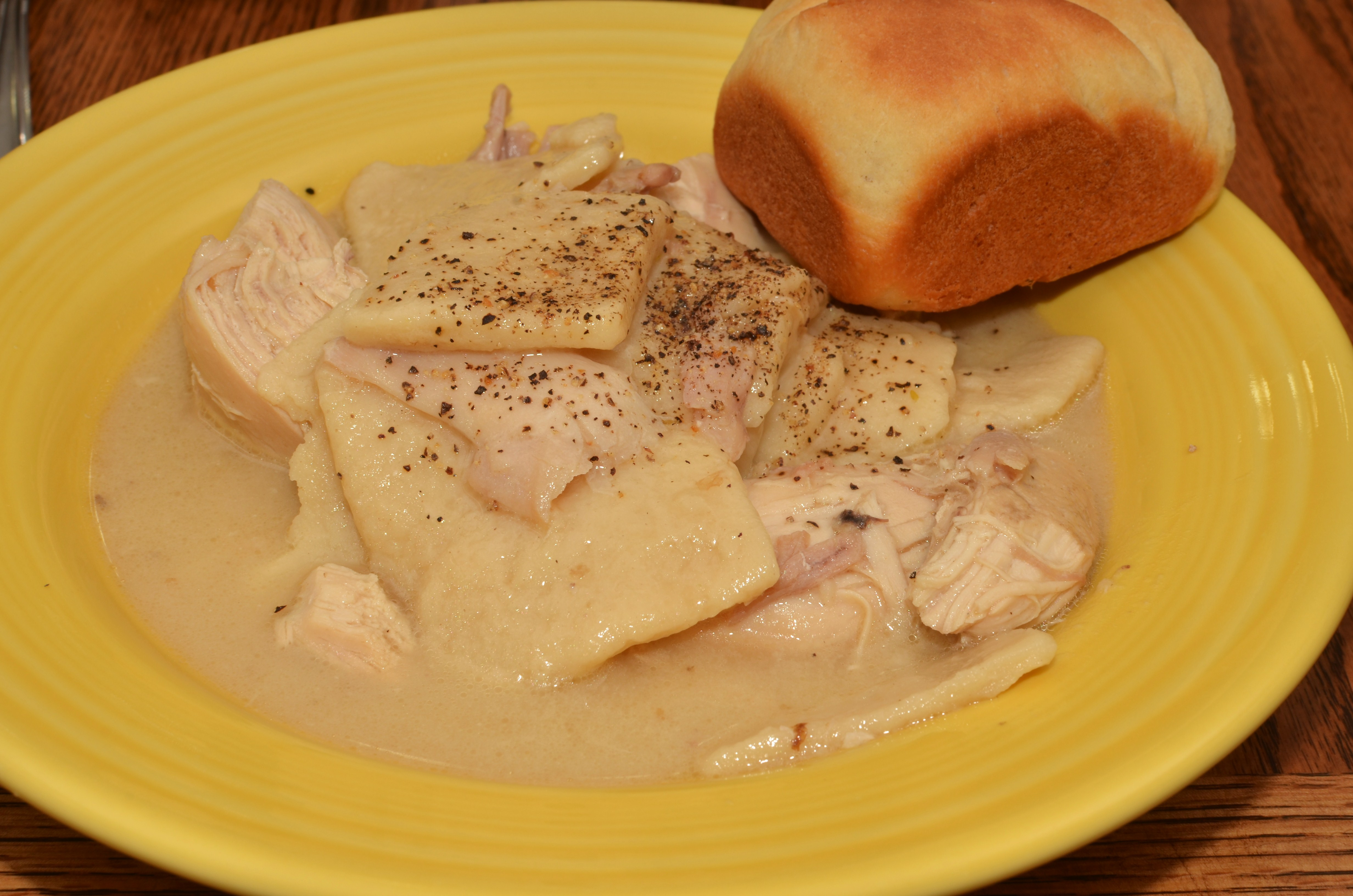
Chicken and dumplings con straccetti di pasta

### Chicken and pastry
Il chicken and pastry (o chicken pastry) è una variante del chicken and dumplings con la pasta biscotto al posto degli gnocchi salati. Nell'Appalachia degli Stati Uniti, questa preparazione prende il nome di chicken and slicks.

### Bott boi
I tedeschi della Pennsylvania preparano un piatto che prende il nome di bott boi, (chicken and dumplings negli Stati Uniti meridionali), un'altra zuppa di pollo e noodles conosciuta nel Midwest con pollo, prosciutto o manzo a cui possono essere aggiunti patate, carote e sedano. Il piatto nacque per riutilizzare gli avanzi e deriva dalla pot pie, un tortino di carne molto diverso ma che ha molti ingredienti in comune con il bott boi.